# Hellen Jemaiyo Kimutai

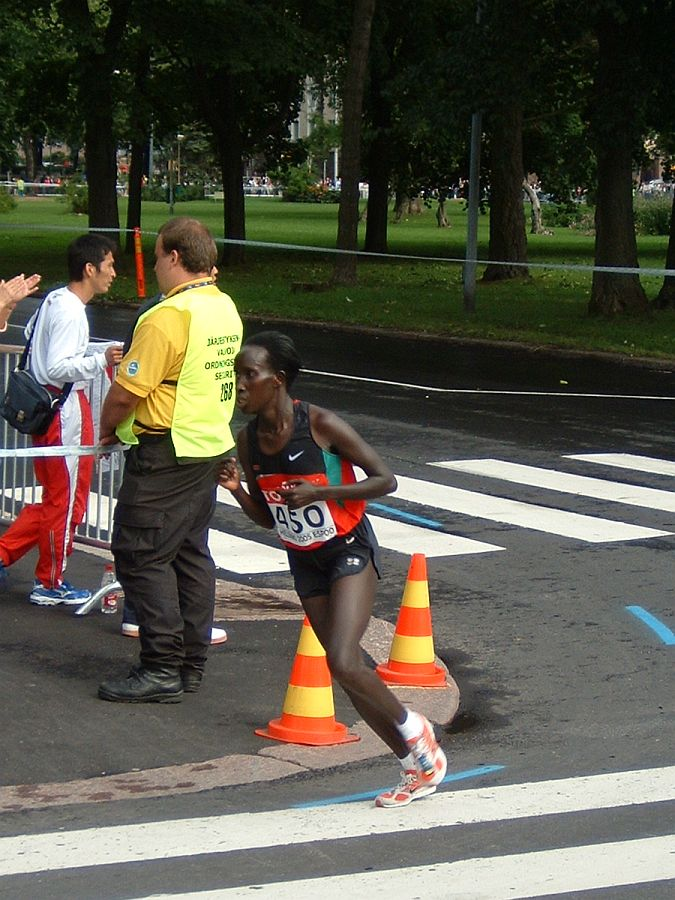
Hellen Jemaiyo Kimutai beim WM-Marathon 2005

Hellen Jemaiyo Kimutai (* 28. Dezember 1977) ist eine kenianische Marathonläuferin.
2000 wurde sie Dritte beim Rom-Marathon, Zweite beim Vienna City Marathon und Vierte beim New-York-City-Marathon. Außerdem gewann sie die Premiere des Turin Half Marathon und die 20 km von Paris. Einem dritten Platz beim Berlin-Marathon 2002 folgte im Jahr darauf der Sieg beim Hamburg-Marathon.
2005 wurde sie Dritte beim Los-Angeles-Marathon und beim Rock ’n’ Roll Marathon und kam bei den Leichtathletik-Weltmeisterschaften in Helsinki auf den neunten Platz. Zum Saisonabschluss gewann sie den Mailand-Marathon.
Jeweils den zweiten Platz belegte sie 2006 beim Rock ’n’ Roll Marathon und in Mailand.
Im Jahr darauf wurde sie Zweite beim Rom-Marathon und gewann im dritten Anlauf den Rock ’n’ Roll Marathon. Bei den Leichtathletik-Weltmeisterschaften in Osaka kam sie auf Rang 25.
2008 wurde sie Dritte beim Seoul International Marathon und Vierte beim Peking-Marathon, 2009 jeweils Zweite beim Berliner Halbmarathon, beim Rock ’n’ Roll Marathon und beim Frankfurt-Marathon.
2010 siegte sie beim Halbmarathonbewerb des Paderborner Osterlaufs und beim Vienna City Marathon.
Hellen Jemaiyo Kimutai ist mit einem Landwirt verheiratet, der sich um die vier gemeinsamen Kinder kümmert.

## Persönliche Bestzeiten
- 10-km-Straßenlauf: 31:53 min,  1. Oktober 2006, Mailand
- 20 km: 1:05:28 h, 15. Oktober 2000, Paris
- Halbmarathon: 1:09:27 h, 5. April 2009, Berlin
- Marathon: 2:25:53 h, 27. April 2003, Hamburg